# Acari (Rio Grande do Norte)
Pour les articles homonymes, voir Acari (homonymie).
Acari est une municipalité brésilienne située dans l'État du Rio Grande do Norte.